# Ixodes calcarhebes
Ixodes calcarhebes är en fästingart som beskrevs av Joseph Charles Arthur och Zulu 1980. Ixodes calcarhebes ingår i släktet Ixodes och familjen hårda fästingar.
Artens utbredningsområde är Zambia. Inga underarter finns listade i Catalogue of Life.